# Rugby Americas North M19 2022
El Rugby Americas North M19 del 2022 fue la 15° edición del torneo de rugby juvenil de la confederación norteamericana.
Se disputó en la ciudad de Kingston, Jamaica.

## Equipos participantes
- Selección juvenil de rugby de Bermudas
- Selección juvenil de rugby de Islas Caimán
- Selección juvenil de rugby de Jamaica
- Selección juvenil de rugby de México
- Selección juvenil de rugby de Trinidad y Tobago
- USA South

## Primera Fase
|  | Avanza al grupo 1 |
|  | Avanza al grupo 2 |

### Grupo A
| Pos. | Equipo       | Encuentros | Encuentros | Encuentros | Encuentros | Tantos  | Tantos    | Tantos     | Puntos |
| Pos. | Equipo       | jugados    | ganados    | empatados  | perdidos   | a favor | en contra | diferencia | Puntos |
| ---- | ------------ | ---------- | ---------- | ---------- | ---------- | ------- | --------- | ---------- | ------ |
| 1    | Bermudas     | 2          | 1          | 1          | 0          | 36      | 7         | +29        | 4      |
| 2    | Islas Caimán | 2          | 1          | 0          | 1          | 15      | 34        | -19        | 3      |
| 3    | México       | 2          | 0          | 1          | 1          | 12      | 22        | -10        | 1      |

Nota: Se otorgan 3 puntos al equipo que gane un partido y 1 al que empate
| 14 de julio | México | 5 - 15 | Islas Caimán |  |  |

| 14 de julio | Bermudas | 7 - 7 | México |  |  |

| 14 de julio | Islas Caimán | 0 - 29 | Bermudas |  |  |

### Grupo B
| Pos. | Equipo            | Encuentros | Encuentros | Encuentros | Encuentros | Tantos  | Tantos    | Tantos     | Puntos |
| Pos. | Equipo            | jugados    | ganados    | empatados  | perdidos   | a favor | en contra | diferencia | Puntos |
| ---- | ----------------- | ---------- | ---------- | ---------- | ---------- | ------- | --------- | ---------- | ------ |
| 1    | USA South         | 2          | 2          | 0          | 0          | 52      | 7         | +45        | 6      |
| 2    | Jamaica           | 2          | 1          | 0          | 1          | 19      | 21        | -2         | 3      |
| 3    | Trinidad y Tobago | 2          | 0          | 0          | 2          | 0       | 43        | -43        | 0      |

| 14 de julio | USA South | 21 - 7 | Jamaica |  |  |

| 14 de julio | Trinidad y Tobago | 0 - 31 | USA South |  |  |

| 14 de julio | Jamaica | 12 - 0 | Trinidad y Tobago |  |  |

## Segunda Fase

### Grupo 1
| Pos. | Equipo            | Encuentros | Encuentros | Encuentros | Encuentros | Tantos  | Tantos    | Tantos     | Puntos |
| Pos. | Equipo            | jugados    | ganados    | empatados  | perdidos   | a favor | en contra | diferencia | Puntos |
| ---- | ----------------- | ---------- | ---------- | ---------- | ---------- | ------- | --------- | ---------- | ------ |
| 1    | Jamaica           | 2          | 1          | 1          | 0          | 28      | 8         | +20        | 4      |
| 2    | Bermudas          | 2          | 1          | 1          | 0          | 13      | 8         | +5         | 4      |
| 3    | Trinidad y Tobago | 2          | 0          | 0          | 2          | 0       | 41        | -41        | 0      |

Nota: Se otorgan 3 puntos al equipo que gane un partido y 1 al que empate
| 15 de julio | Bermudas | 13 - 0 | Trinidad y Tobago |  |  |

| 15 de julio | Jamaica | 28 - 0 | Trinidad y Tobago |  |  |

| 15 de julio | Bermudas | 8 - 8 | Jamaica |  |  |

### Grupo 2
| Pos. | Equipo       | Encuentros | Encuentros | Encuentros | Encuentros | Tantos  | Tantos    | Tantos     | Puntos |
| Pos. | Equipo       | jugados    | ganados    | empatados  | perdidos   | a favor | en contra | diferencia | Puntos |
| ---- | ------------ | ---------- | ---------- | ---------- | ---------- | ------- | --------- | ---------- | ------ |
| 1    | USA South    | 2          | 1          | 1          | 0          | 30      | 7         | +23        | 4      |
| 2    | México       | 2          | 0          | 2          | 0          | 17      | 17        | 0          | 2      |
| 3    | Islas Caimán | 2          | 0          | 1          | 1          | 10      | 33        | -23        | 1      |

| 15 de julio | USA South | 7 - 7 | México |  |  |

| 15 de julio | Islas Caimán | 10 - 10 | México |  |  |

| 15 de julio | USA South | 23 - 0 | Islas Caimán |  |  |

## Fase final

### Quinto puesto
| 17 de julio | Trinidad y Tobago | 5 - 15 | Islas Caimán |  |  |

### Tercer puesto
| 17 de julio | Bermudas | 0 - 34 | México |  |  |

### Final
| 17 de julio | USA South | 56 - 10 | Jamaica |  |  |

| Bandera de Estados Unidos |
| Campeón USA South         |
| Tercer título             |